# Ectatoderus leuctisonus
Ectatoderus leuctisonus is een rechtvleugelig insect uit de familie Mogoplistidae. De wetenschappelijke naam van deze soort is voor het eerst geldig gepubliceerd in 2001 door Yang & Yen.